# 부산진역 (도시철도)
부산진(동구청)역(Busanjin(Dong-gu Office)Station, 釜山鎭驛)은 대한민국 부산광역시 동구 수정동과 초량동에 걸쳐 있는 부산 도시철도 1호선의 전철역이다.

## 역사
- 1987년 5월 15일 : 부산 도시철도 1호선 범내골역~중앙역 구간 개통과 함께 영업 개시
- 2017년 4월 20일 : 부산 도시철도 1호선 신평역~다대포해수욕장역 구간 연장 개통과 동시에 부역명 동구청역 병기[1]

## 개요
이 역은 역명과는 달리 부산진구와는 전혀 다른 위치에 있다. 부역명은 동구청(東區廳)으로, 인근에 동구청이 있다. 경부선과 동해선이 분기하는 화물역인 부산진역 바로 앞에 있다. 부산진구청은 동해선 부전역이나 부산 도시철도 2호선 부암역에서 가깝다. 부산 도시철도 3호선 개통 전까지는 막차 시간에 부산 도시철도 1호선 신평발 부산진행이 있었다.

## 역 구조
2면 3선의 혼합식 승강장을 갖춘 지하역이며, 스크린도어가 설치되어 있다. 대합실을 통해 반대편 승강장으로 이동이 가능하며, 부산 도시철도 2호선 전포역과 같이 1선을 벽으로 폐쇄하여 사실상 2면 2선의 상대식 승강장으로 변경되었다. 하행(노포 방향) 승강장의 바깥쪽 선로는 영업에 사용되지 않아 막혀 있고, 선로는 경부선 부산진역에 하행(노포 방향) 승강장의 오른쪽 선로와 경부선이 연결되어 있으며, 이 선로를 통하여 1990년대 제작 전동차와 2015년, 2016년에 제작된 다대선 증차분을 반입하였다. 또한 오른쪽의 선로는 부산 도시철도 3호선 개통 이전 신평발 부산진행 열차의 주박선으로 이용하였다. 경부선 직결 선로는 2016년 6월까지 철제 난간으로 차단되어 있었으나 현재는 부산 도시철도 2호선 전포역과 같이 완전 밀폐 가벽으로 막혀 있다. 출구는 8개다. 1·3·5번~8번 출구는 수정동에 있고, 2·4번 출구는 초량동에 있다.

### 배선도
부산진역의 배선도는 다음과 같다.

### 승강장
| 초량 ↑   |
| 하 \| 상 |
| ↓ 좌천   |

| 상행       | ● 부산 도시철도 1호선 | 다대포해수욕장 방면                                  |
| 하행(내선) | ● 부산 도시철도 1호선 | 서면·연산·동래·노포 방면                             |
| 하행(외선) | ● 부산 도시철도 1호선 | 사용하지 않음(전동차 반입선, 경부선 부산진역과 연결) |

## 역 주변
- 고관입구
- 수정동우체국
- 동구청
- 수정2동
- 수정동시장
- 경부선 부산진역
- 부산일보 사옥
- 제4부두
- 부산진세무서
- 경남여자고등학교

## 승차량 변동
| 역 노선 | 승차 인원 | 승차 인원 | 승차 인원 | 승차 인원 | 승차 인원 | 승차 인원 | 승차 인원 | 승차 인원 | 승차 인원 | 승차 인원 | 승차 인원 | 승차 인원 | 승차 인원 | 승차 인원 | 주 석 |
| 역 노선 | 2002년    | 2003년    | 2004년    | 2005년    | 2006년    | 2007년    | 2008년    | 2009년    | 2010년    | 2011년    | 2012년    | 2013년    | 2014년    | 2015년    | 주 석 |
| ------- | --------- | --------- | --------- | --------- | --------- | --------- | --------- | --------- | --------- | --------- | --------- | --------- | --------- | --------- | ----- |
| 1호선   | 13204     | 12088     | 10825     | 9848      | 8845      | 8516      | 9000      | 9149      | 8953      | 9349      | 9232      | 9286      | 9307      | 9098      | [ 2 ] |

## 사진

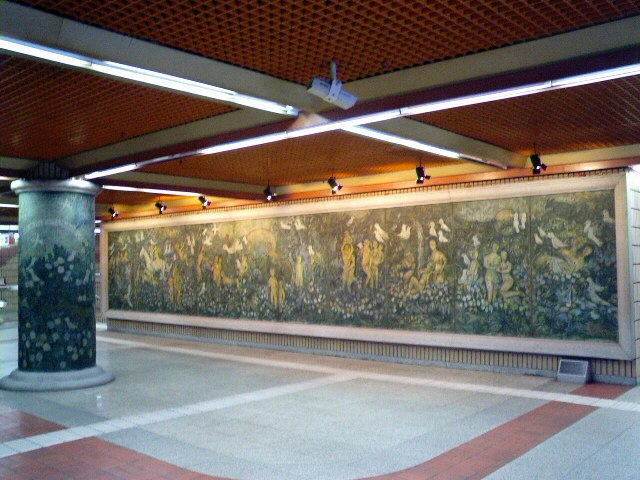
벽화

## 인접한 역
| 부산 도시철도 1호선          | 부산 도시철도 1호선   | 부산 도시철도 1호선 |
| ---------------------------- | --------------------- | ------------------- |
| 114 초량 다대포해수욕장 방면 | ● 부산 도시철도 1호선 | 116 좌천 노포 방면  |